# Sérotyp
Sérotyp (nebo sérovar) je skupina mikroorganismů (bakterie nebo viry) jednoho druhu, která má společné antigenní vlastnosti. To znamená, že proti různým sérotypům téhož druhu mikroorganismu se tvoří různé typy protilátek. Krom toho, že se jednotlivé sérotypy liší v antigenní struktuře, mohou vykazovat rovněž rozdílnou druhovou vnímavost, virulenci, patogenitu či odolnost vůči vnějšímu prostředí. Sérotyp v mikrobiologii se považuje i za taxonomickou jednotku. Nejvíce sérotypů tvoří druhy bakterií z čeledě Enterobacteriacae (např. Salmonella enteritis existuje ve více než 2300 sérotypech), jsou známy i případy kdy je druh pouze v jednom sérotypu.